# Tilopteridales
Ordre
Les Tilopteridales sont un ordre d’algues brunes de la classe des Phaeophyceae.

## Liste des familles
Selon AlgaeBase (19 août 2017) :
- famille des Cutleriaceae J.W.Griffith & A.Henfrey
- famille des Masonophycaceae O.C.Schmidt
- famille des Phyllariaceae Tilden
- famille des Tilopteridaceae Kjellman

Selon ITIS (19 août 2017) :
- famille des Tilopteridaceae

Selon World Register of Marine Species (19 août 2017) :
- famille des Halosiphonaceae T. Christensen, 1961
- famille des Masonophycaceae O.C. Schmidt, 1937
- famille des Phyllariaceae Hamel ex Petrov, 1974
- famille des Stschapoviaceae
- famille des Tilopteridaceae Kjellman, 1890